# Myrceugenia fernandeziana
Myrceugenia fernandeziana är en myrtenväxtart som först beskrevs av William Jackson Hooker och George Arnott Walker Arnott, och fick sitt nu gällande namn av Friedrich Federico Richard Adelbert Adelbart Johow. Myrceugenia fernandeziana ingår i släktet Myrceugenia och familjen myrtenväxter. IUCN kategoriserar arten globalt som sårbar. Inga underarter finns listade i Catalogue of Life.